# Panorama bitwy stalingradzkiej

Muzeum panoramy bitwy stalingradzkiej w Wołgogradzie (2017)

Panorama bitwy stalingradzkiej (ros. Разгром немецко-фашистских войск под Сталинградом) – panoramiczny obraz olejny ukończony przez grupę radzieckich artystów w 1982 roku, znajdujący się w Muzeum panoramy bitwy stalingradzkiej w Wołgogradzie. Upamiętnia zwycięską dla Sowietów bitwę stalingradzką, stoczoną w latach 1942–1943 podczas II wojny światowej.

## Historia
Pomysł stworzenia płótna artystycznego ilustrującego wyczyny obrońców Stalingradu został wysunięty w liście otwartym generała Gieorgija Anisimowa do Stalina z 12 grudnia 1943 roku. Już rok później, w ramach konkursu na wstępne projekty odbudowy zrujnowanego Stalingradu (od 1961 roku Wołgogradu), ostatecznie zrodził się pomysł stworzenia panoramy przedstawiającej bitwę stalingradzką.
W tym samym czasie w 1944 roku grupa radzieckich artystów pod przewodnictwem N. Kotowa, W. Jakowlewa i W. Bielajewa stworzyła składaną i mobilną panoramę „Bohaterska obrona Stalingradu”. Płótno przedstawiało wydarzenia z 15–20 września 1942 roku, kiedy to Kurhan Mamaja został na kilka dni odbity od wojsk niemieckich. W dużej mierze dlatego, że wydarzenia ukazane na płótnie nie odnosiły się do tamtego okresu bitwy stalingradzkiej, już w 1948 roku rozpoczęto prace nad nową panoramą (tym razem przedstawiającą walki w styczniu 1943 roku), zakończone w 1950 roku. Po pokazie panoramy w Moskwie bieżącego roku, wysłano ją następnie do Stalingradu, gdzie do 1952 roku pokazywano ją w kinie „Pobieda”.
Pierwszą uchwałę w sprawie budowy panoramy w Stalingradzie Rada Ministrów RFSRR przyjęła w grudniu 1958 roku. Zgodnie z nią panorama miała znajdować się na Kurhanie Mamaja, jednak już w 1964 roku, panorama „Bitwa nad Wołgą” została usunięta z pomnika-zespołu „Bohaterom bitwy pod Stalingradem” na kurhanie. Postanowiono włączyć panoramę do nowego muzeum panoramy bitwy stalingradzkiej, które znajduje się obok dwóch budynków – naocznych świadków bitwy: Domu Pawłowa i ruin Młyna Gerharda. Muzeum ma kształt hiperboloidy obrotowej i jest wykonane ze sprężonego betonu oraz oblicowane białym wapieniem.
Nowe płótno panoramiczne zostało stworzone przez grupę ośmiu artystów, którym doradzali marszałkowie Wasilij Czujkow, Andriej Jeriomienko, Nikołaj Kryłow oraz główny marszałek artylerii Nikołaj Woronow. W 1961 roku artyści przygotowali szkic panoramy o wymiarach 1/3 naturalnej wielkości. Przeniesienie obrazu z rysunku wstępnego na płótno panoramiczne i prace nad stworzeniem planu tematycznego trwały od lata 1980 do wiosny 1982 roku. 8 lipca bieżącego roku uroczyście otwarto dla publiczności panoramę bitwy stalingradzkiej.
W 2005 roku podjęto decyzję o odrestaurowaniu płótna – prace konserwatorskie trwały dwa lata.

## Opis panoramy
Panorama bitwy stalingradzkiej to obraz olejny o wymiarach 16 × 120 metrów i powierzchni około 2000 m² oraz 1000 m² walki. Scena na obrazie przedstawia końcowy etap bitwy stalingradzkiej – operację Pierścień, podczas której 26 stycznia 1943 roku radzieckie 21 i 62 Armia połączyły się na zachodnim zboczu Kurhanu Mamaja, co doprowadziło do rozbicia okrążonej grupy niemieckich wojsk na dwie części.
Panorama bitwy, widoczna ze szczytu Kurhanu Mamaja, przedstawia współdziałanie różnych rodzajów wojsk: lotnictwa oraz jednostek naziemnych składających się z piechoty, czołgów i artylerii. Płótno nie jest dokładną ilustracją historyczną, ukazując bohaterskiego ducha czasów i zniszczony ale zwycięski Stalingrad. Radzieccy artyści wykorzystując technikę łączenia w czasie i przestrzeni, upamiętnili legendarne żołnierskie wyczyny dokonane w czasie bitwy stalingradzkiej: 
- łącznościowiec Matwiej Putiłow trzyma w zębach końcówki zerwanego drutu
- sierżant Nikołaj Sierdiukow przykrywa swoim ciałem otwór strzelniczy bunkra, umożliwiając tym samym zniszczenie go pozostałym żołnierzom
- pilot Wiktor Rogalski wykonuje taranowanie
- pielęgniarka Anna Beszastnowa wynosi z pola bitwy rannego żołnierza
- czerwonoarmista Mychajło Panikacha pochłonięty płomieniami, rzuca się pod niemiecki czołg.